# Księga życia (film 2014)
Księga życia (ang. The Book of Life) – amerykańsko-meksykański animowany film fantasy z 2014 roku w reżyserii Jorge R. Gutierreza. Wyprodukowany przez wytwórnię 20th Century Fox; producentem był Guillermo del Toro.

## Fabuła

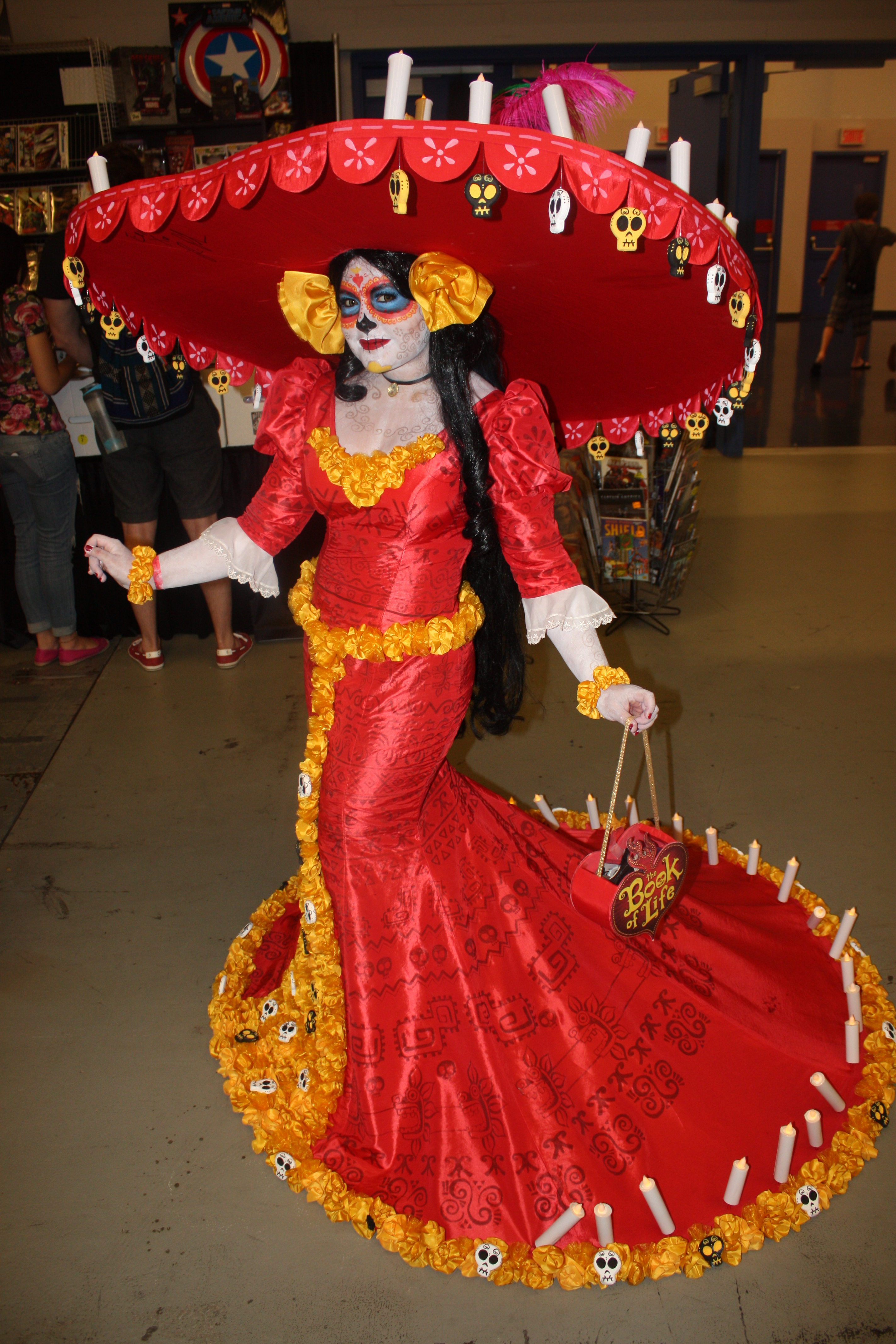
Kobieta w cosplayu La Katriny

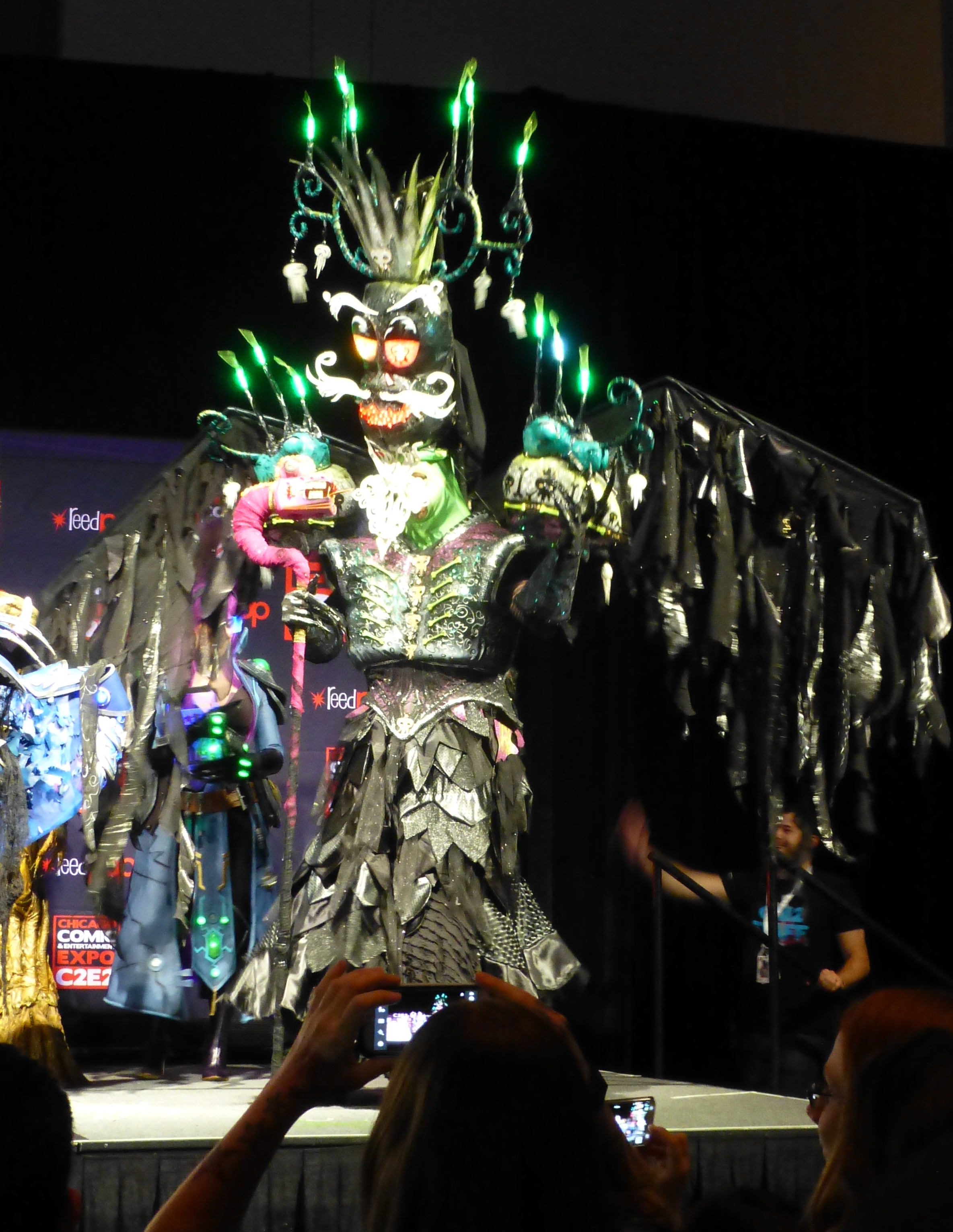
Cosplay Xibalby

Trójka przyjaciół z małego meksykańskiego miasteczka San Angel, Manolo, María i Joaquin, zostaje wciągnięta w grę między dobroduszną La Katriną i złowrogim Xibalbą, bogami umarłych. Bóstwa zakładają się o to, który z chłopaków zdobędzie rękę Maríi; jeśli będzie to Manolo, zakład wygra La Katrina i Xibalba będzie zmuszony zaprzestać ingerowania w świat śmiertelników, natomiast w przypadku gdy Marię zdobędzie Joaquin, Xibalba zwycięży i obejmie władzę nad Krainą Pamiętanych - miejscem, do którego udają się po śmierci dusze ludzi, o których pamięć nie zaginęła.
Podstępny Xibalba, pragnąc za wszelką cenę wyrwać się z Krainy Zapomnianych, którą rządzi obecnie, postanawia uciec się do oszustwa; w wyniku jego intryg Manolo ponosi śmierć, co ma uniemożliwić mu ślub z Maríą. Mężczyzna jednak, odkrywając, że bóg zagrał nieczysto, rusza w podróż po zaświatach, by wrócić do życia i walczyć o ukochaną. Po drodze spotyka swoich zmarłych krewnych i odkrywa, co tak naprawdę jest w życiu najważniejsze.

## Obsada
- Diego Luna – Manolo Sánchez
  - Emil-Bastien Bouffard i Joe Matthews – młody Manolo
- Zoe Saldaña – María Posada
  - Genesis Ochoa – młoda María
- Channing Tatum – Joaquin Mondragon
  - Elias Garza – młody Joaquin
- Ice Cube – Świeczkarz
- Ron Perlman – Xibalba
- Kate del Castillo – La Katrina
  - Christina Applegate – La Katrina jako Mary Beth
  - Tonita Castro – La Katrina jako staruszka
- Héctor Elizondo – Carlos Sánchez
- Ana de la Reguera – Carmen Sánchez
- Danny Trejo – Luis Sánchez
- Grey Griffin – Anita Sánchez
- Carlos Alazraqui – generał Ramiro Posada
- Plácido Domingo – Jorge Sánchez
- Jorge R. Gutierrez – Carmelo Sánchez
- Gabriel Iglesias – Pepe Rodríguez
- Cheech Marin – Pancho Rodríguez
- Ricardo Sánchez – Pablo Rodríguez
- Dan Navarro – Szakal

## Ścieżka dźwiękowa
| Lp. | Piosenka                               | Wykonawcy                                     |
| --- | -------------------------------------- | --------------------------------------------- |
| 1   | "Live Life"                            | Jesse & Joy                                   |
| 2   | "The Apology Song"                     | La Santa Cecilia                              |
| 3   | "No Matter Where You Are"              | Us the Duo                                    |
| 4   | "I Love You Too Much"                  | Diego Luna, Gustavo Santaolalla               |
| 5   | "I Will Wait"                          | Diego Luna, Joe Matthews, Gustavo Santaolalla |
| 6   | "Más"                                  | Kinky                                         |
| 7   | "Cielito lindo"                        | Plácido Domingo                               |
| 8   | "Creep"                                | Diego Luna, Gustavo Santaolalla               |
| 9   | "Can’t Help Falling in Love"           | Diego Luna                                    |
| 10  | "The Ecstasy of Gold"                  | Gustavo Santaolalla                           |
| 11  | "Do Ya Think I’m Sexy"                 | Gabriel Iglesias, Gustavo Santaolalla         |
| 12  | "Just a Friend"                        | Biz Markie, Cheech Marin                      |
| 13  | "El Aparato / Land of the Remembering" | Café Tacuba, Gustavo Santaolalla              |
| 14  | "Visiting Mother"                      | Gustavo Santaolalla                           |
| 15  | "The Apology Song"                     | Diego Luna, Gustavo Santaolalla               |
| 16  | "No Matter Where You Are"              | Diego Luna                                    |
| 17  | "Te Amo y Más"                         | Diego Luna, Gustavo Santaolalla               |
| 18  | "Si Puedes Perdonar"                   | Diego Luna, Gustavo Santaolalla               |

## Odbiór

### Reakcje krytyków i widzów
Film spotkał się z przeważająco pozytywnym odbiorem ze strony dziennikarzy oraz widzów. W serwisie Rotten Tomatoes otrzymał od nich odpowiednio po 83% i 77% pozytywnych recenzji, podczas gdy Metacritic podaje odsetek przychylnych ocen krytyków jako 67/100, a średnią ocenę widzów - 7,3/10. Recenzenci chwalili przede wszystkim oprawę wizualną oraz ścieżkę dźwiękową.

### Wyniki finansowe
Przy budżecie szacowanym na 50 milionów dolarów, film zarobił 50 mln w Stanach Zjednoczonych i tyle samo na rynku zagranicznym, przynosząc w sumie przychód w wysokości około 100 mln dolarów.

### Nagrody
Księga życia była nominowana do pięciu nagród Annie, w tym za najlepszy film animowany, oraz do Złotego Globu za najlepszy film animowany.